# تحقيقات الجزيرة
تحقيقات الجزيرة والمعروفة أيضًا باسم وحدة الجزيرة الاستقصائية أو الوحدة الأولى هي فريق متخصص في الصحافة الاستقصائية داخل الجزيرة. تشتهر الوحدة بإنتاج تقارير استقصائية وأفلام وثائقية معمقة حول مجموعة واسعة من القضايا العالمية، بما في ذلك السياسة وحقوق الإنسان والفساد. تنتج بودكاستًا بعنوان "الجزيرة تحقق".

## وحدة التحقيق
لدى وحدة التحقيق مكاتب في الدوحة ولندن وواشنطن العاصمة. تأسست في عام 2012 عندما قررت الجزيرة إنشاء فريق متخصص مهمته الوحيدة إنتاج محتوى مبتكر. تصف وحدة التحقيقات المستقلة نفسها بأنها تُنتج "صحافة أصيلة تُزعزع أجندة الأخبار العالمية. مهمتها هي قول الحقيقة للسلطة من خلال كشف المخالفات والعمل من أجل المصلحة العامة". أصبح كلايتون سويشر أول مدير لوحدة التحقيقات المستقلة بعد نجاح فيلم "أوراق فلسطين" والتحقيق في وفاة ياسر عرفات. يقوم محققو الوحدة المستقلة بإنتاج محتوى حصري للمنصات داخل شبكة الجزيرة الإعلامية. يتم تقديم هذه المادة بعدة لغات، وبوسائل مرئية ومسموعة، وتتراوح مدتها بين 30 ثانية إلى ساعتين. فازت الأفلام الوثائقية التي أنتجتها وحدة التحقيقات الاستقصائية بأكثر من أربعين جائزة، وفي ديسمبر 2019، بدأت بث سلسلة البودكاست الخاصة بها، الجزيرة تحقق. ومن بين التحقيقات البارزة التي تصدرت عناوين الصحف العالمية : ملف بن لادن الباكستاني، وكابلات التجسس، وداخل فرق الموت في كينيا، والجانب المظلم ، وجماعة الضغط ، ومتلاعبو مباريات الكريكيت، وكيفية بيع مذبحة، وتشريح الرشوة. تعمل وحدة I-Unit بموجب قواعد وممارسات مكتب الاتصالات البريطاني، Ofcom ، وهي هيئة تنظيم البث والاتصالات المعتمدة من قبل حكومة المملكة المتحدة.

## روابط خارجية
- الموقع الرسمي لوحدة التحقيقات في قناة الجزيرة
- صفحة وحدة التحقيقات في قناة الجزيرة على تويتر
- الجزيرة تحقق في البودكاست نسخة محفوظة 2020-04-04 على موقع واي باك مشين.